# Возз'єднання Німеччини
Возз'є́днання Німе́ччини (нім. Deutsche Wiedervereinigung) — приєднання НДР і Західного Берліна до ФРН (зразка до 1990), відбулося 3 жовтня 1990 року.
Після перших багатопартійних виборів 1990 року основу для об'єднання Німеччини заклав Договір про остаточне врегулювання щодо Німеччини (його також називають договором «Два плюс чотири», за країнами, які його підписали: НДР і ФРН плюс Велика Британія, Франція, СРСР, США).
3 жовтня 1990 р., згідно з «Альянсом», за який проголосувала більшість населення Східної Німеччини, німецькі землі було об'єднано в єдину Федеративну Державу Німеччину.

## Історія

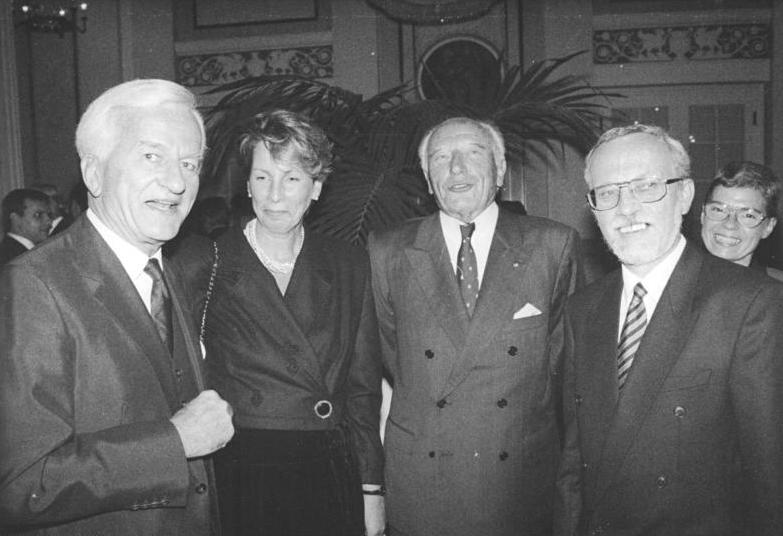
Лідери НДР та ФРН в день об'єднання. Зліва направо: Ріхард фон Вайцзеккер, Сабіна Бергман-Поль, Вальтер Шеель і Лотар де Мезьєр

Після Другої світової війни Німеччина була розділена на 12 територій: 2 території відійшли до СРСР і Польщі, 1 територія — незалежний Саар, 5 територій — до США (Бремен і Південна Німеччина), Великої Британії і Франції, і 4 берлінських зони. В 1948 р. три зони Великої Британії і США об'єдналися в Бізонію, до яких потім приєдналася Франція (Тризонія), і була проголошена ФРН. У 1949 р. на території радянських зон проголошена НДР. Берлінський анклав оголошено формально під протекторатом США, Великої Британії та Франції. У 1953 р. увійшов до ФРН.
ФРН і НДР вважалися правонаступниками довоєнної Німеччини.
Між ФРН і НДР кордон був з особливим режимом. У 1989 р. він змінився на полегшений режим, після чого почався інтенсивний відтік німців з НДР до Австрії та ФРН.
Процес об'єднання Німеччини є наслідком загальної кризи соціалістичного ладу, зокрема гострої кризи в СРСР.
12 червня 1987 року президент США Рональд Рейган, виголошуючи промову біля Бранденбурзьких воріт на честь 750-річчя Берліна й вітаючи прагнення радянського керівництва до змін, закликав генерального секретаря ЦК КПРС Михайла Горбачова знести мур, що символізувало б правдивість його намірів: «Пане генеральний секретарю Горбачов, якщо Ви шукаєте миру, якщо Ви шукаєте процвітання для Радянського Союзу та Східної Європи, якщо Ви шукаєте лібералізації, приїжджайте сюди! Пане Горбачов, відчиніть ці ворота! Зруйнуйте цей мур!»
Наступний президент США Джордж Буш (старший) продовжував справу Рейгана в об'єднанні Німеччини. Зокрема, він був одним із тих, хто 12 вересня 1990 року в Москві підписав угоду про врегулювання «німецького питання», що передбачала об'єднання ФРН та НДР.
У результаті об'єднання на території колишньої НДР було створено 5 нових земель (Мекленбург — Передня Померанія, Бранденбург, Саксонія, Саксонія-Ангальт і Тюрингія). Кордони земель ФРН не змінилися.
Нова Німеччина стала членом ЄС і НАТО.

## Наслідки возз'єднання

### Міжнародні наслідки
Об'єднання знову зробило Німеччину великою світовою державою. Практичним результатом обраної юридичної моделі об'єднання (інкорпорація території Німецької Демократичної Республіки до складу Федеративної Республіки Німеччина і продовження правосуб'єктності тепер розширеної Федеративної Республіки) стало те, що розширена ФРН успадкувала місця Західної Німеччини в ООН, НАТО, Європейських Співтовариствах та інших міжнародних організаціях. Вона також продовжила залишатися стороною всіх договорів, підписаних Західною Німеччиною до моменту об'єднання. Основний Закон і чинні закони Федеративної Республіки, змінені відповідно до Договору про об'єднання, автоматично залишалися в силі, але тепер поширювалися на розширену територію. Президент, канцлер (прем'єр-міністр) і уряд Федеративної Республіки залишалися на своїх посадах, але їхня юрисдикція тепер охоплювала новоприєднану територію колишньої Східної Німеччини.
Для сприяння цьому процесу були внесені фундаментальні зміни до Конституції Німеччини. Були змінені Преамбула та Стаття 146, а Статтю 23 було замінено, але скасована колишня Стаття 23 була застосована як конституційна модель для возз'єднання Німеччини в 1990 році. Таким чином, перед тим, як п'ять «нових земель» Східної Німеччини приєдналися, Основний закон був змінений, щоб вказати, що всі частини Німеччини будуть об'єднані таким чином, що Німеччина більше не зможе вважати себе конституційно відкритою для подальшого розширення, включаючи колишні східні території Німеччини, які тепер є частинами Польщі та Росії (територія Німеччини, анексована колишнім СРСР, стала частиною Росії — радянської держави-члена) і була заселена поляками та росіянами відповідно. Ці зміни фактично закріпили лінію Одер-Нейсе як постійний східний кордон Німеччини.

### Внутрішні наслідки
Між колишньою Східною Німеччиною та Західною Німеччиною досі існують значні відмінності у стилі життя, добробуті, політичних поглядах та інших питаннях, тому залишається звичним говорити про східну та західну Німеччину окремо. Це часто називають «стіною в голові» (Mauer im Kopf). «Оссі» (східні жителі) стереотипно сприймаються як расисти, бідні й переважно під впливом російської культури, тоді як «вессі» (західні жителі) вважаються снобами, нечесними, заможними та егоїстичними. Східні німці виявляють незадоволення нинішньою ситуацією та відчувають культурне відчуження від решти Німеччини, а також вважають, що їхня культурна спадщина недостатньо визнається в тепер уже об'єднаній Німеччині. Захід, зі свого боку, втратив інтерес до того, що говорить Схід, що призвело до ще більшого невдоволення з боку Сходу та поглиблення розколу. І Захід, і Схід не змогли підтримати відкритий діалог, і нездатність зрозуміти наслідки інституційної залежності від попереднього шляху лише посилила фрустрацію з обох сторін.
Економіка Східної Німеччини після об'єднання зазнала труднощів, і великі субсидії все ще перераховуються із заходу на схід. Економічно Східна Німеччина продемонструвала різке зростання на 10 % порівняно з 5 % Західної Німеччини. Західна Німеччина все ще володіє 56 % ВВП. Частково ця нерівність між Сходом і Заходом пояснюється вимогою західних профспілок укладати угоди про високу заробітну плату з метою запобігання появі «зон низької заробітної плати». Це призвело до того, що багато східних німців не могли конкурувати на ринку праці, що привело до спаду бізнесу в Східній Німеччині та зростання безробіття. Колишню Східну Німеччину часто порівнюють із слаборозвиненими Південною Італією та Півднем США. Хоча економіка Східної Німеччини останнім часом відновилася, відмінності між Сходом і Заходом залишаються. Політики та науковці неодноразово закликали до процесу «внутрішнього об'єднання» двох країн і запитували, чи відбувається це «внутрішнє об'єднання чи триває поділ». «Процес об'єднання Німеччини ще не завершений», — проголосила канцлерка Ангела Меркель, яка виросла у Східній Німеччині, у 2009 році. Тим не менш, питання «внутрішнього об'єднання» широко обговорюється в німецькому суспільстві — політично, економічно, культурно та навіть конституційно з 1989 року. Політично, після падіння Берлінської стіни, партія-наступниця колишньої Східної німецької соціалістичної партії стала важливою силою в німецькій політиці. Вона була перейменована на ПДС, а згодом об'єдналася із західною лівою партією WASG, утворивши Ліву партію.

### Об'єднаний Берлін
Хоча падіння Берлінської стіни мало широкі економічні, політичні та соціальні наслідки у всьому світі, воно також мало значний вплив на місцеве міське середовище. Події 9 листопада 1989 року призвели до того, що Східний і Західний Берлін, дві частини одного міста, які ігнорували одне одного протягом 40 років, нарешті «зіткнулися один з одним». У місті панувала віра, що після 40 років поділу, об'єднане місто зможе стати великою метрополією.
Ще одним ключовим пріоритетом було відновлення Берліна як столиці Німеччини, що вимагало будівель для задоволення потреб уряду, включаючи «реконструкцію ділянок для десятків іноземних посольств».
Щодо переосмислення ідентичності міста, основна увага приділялася відновленню традиційного ландшафту Берліна. Політика «критичної реконструкції» прагнула відмежувати ідентичність міста від його нацистського та соціалістичного спадку, хоча деякі елементи були збережені — наприклад, пішохідні та велосипедні доріжки вздовж прикордонної смуги для збереження пам'яті про стіну. У центрі Східного Берліна поступово було демонтовано значну частину модерністської спадщини НДР. Об'єднання Берліна також призвело до усунення політично мотивованих назв вулиць і пам'ятників на сході міста з метою зменшити соціалістичний спадок.
Одразу після падіння стіни Берлін пережив бум будівництва. Ініціативи з реконструкції перетворили Берлін на один із найбільших будівельних майданчиків у світі у 1990-х і на початку 2000-х років.
Падіння стіни мало також економічні наслідки. Дві німецькі системи, які пропонували абсолютно різні рівні економічних можливостей, раптово вступили в тісний контакт. Незважаючи на розвиток комерційних ділянок, Берлін зазнав труднощів у економічній конкуренції з Франкфуртом, який залишився фінансовою столицею країни, а також із іншими важливими західнонімецькими центрами, такими як Мюнхен, Гамбург, Штутгарт і Дюссельдорф. Інтенсивна будівельна активність, яка проводилася відповідно до планувальної політики, призвела до надмірного розширення офісних площ, із «високим рівнем вакантних приміщень, незважаючи на переміщення більшості адміністрацій і державних установ із Бонна».
Берлін зазнав фрагментарної економічної реструктуризації, пов'язаної з масовою деіндустріалізацією. Економіст Олівер Марк Гартвіч стверджує, що, хоча Схід безсумнівно покращив свої економічні показники, це відбувалося «набагато повільніше, ніж прогнозував тодішній канцлер Гельмут Коль». Рівень багатства та доходу між колишньою Східною та Західною Німеччиною залишався нерівномірним протягом десятиліть після об'єднання. У 2014 році середній дорослий у колишній Західній Німеччині мав активи на суму 94 000 євро, тоді як у колишній комуністичній Східній Німеччині — трохи більше 40 000 євро. Падіння Берлінської стіни та вищезазначені фактори призвели до масової міграції з Східного Берліна та Східної Німеччини, що створило значний шок на ринку праці на Заході. Еміграція зі Сходу, яка становила 870 000 людей лише між 1989 і 1992 роками, призвела до погіршення ситуації з працевлаштуванням для найменш освічених робітників, робітників фізичної праці, чоловіків і іноземних громадян.
Наприкінці століття стало очевидно, що, незважаючи на значні інвестиції та планування, Берлін навряд чи зможе «повернути своє місце серед європейських глобальних міст Лондона і Парижа», головним чином через те, що фінансова та комерційна столиця Німеччини розташована не в Берліні (як у Франкфурті), що схоже на Італію (Мілан проти Рима), Швейцарію (Цюрих проти Берна), Канаду (Торонто проти Оттави), Австралію (Сідней проти Канберри), США (Нью-Йорк проти Вашингтона) або Нідерланди (Амстердам проти Гааги), на відміну від Лондона, Парижа, Мадрида, Відня чи Варшави, які поєднують обидві ролі.
Однак зрештою диспропорція між Східною і Західною частинами Берліна призвела до того, що місто набуло нової міської ідентичності. Ряд місць у Східному Берліні, де використовувалися покинуті простори для життя з мінімальною або відсутньою орендною платою, стали осередками та основою для розквітаючої творчої діяльності Берліна. За словами мера Берліна Клауса Воверайта, «найкраще, що може запропонувати Берлін, це його унікальна креативність. Креативність — це майбутнє Берліна». Загалом, участь уряду Берліна в розвитку креативності здебільшого зосереджена на маркетингових та рекламних ініціативах, а не на власне творчому виробництві.